# جنت بیکر
جنت بِیکر (انگلیسی: Janet Baker؛ زادهٔ ۲۱ اوت ۱۹۳۳) خوانندهٔ متزوسوپرانوی اپرا و لیت (Lied) اهل بریتانیا است. او بیشتر با اجرای اپراهای باروک ایتالیایی و آثار بنجامین بریتن در چند دهه فعالیتش (از دهه ۱۹۵۰ تا دهه ۱۹۸۰) شناخته می‌شود.
قوتِ دراماتیک آواز جنت بیکر به‌ویژه در نقش دیدو از اپرای «تروایی‌ها»، شاهکار برلیوز، مثال‌زدنی است.